# Elizabeth Eaton
Elizabeth A. Eaton (ur. 2 kwietnia 1955 w Cleveland) – amerykańska duchowna luterańska i ekumenistka, zwierzchniczka Kościoła Ewangelicko-Luterańskiego w Ameryce (ELCA),  biskup diecezji południowowschodniego Ohio.
Absolwentka studiów teologicznych na Uniwersytecie Harvarda i muzycznych w College of Wooster. Następnie pełniła służbę duszpasterską w kilku parafiach luterańskich na terenie stanu Ohio. Od 2007 r., była biskupem południowowschodniej diecezji Ohio, liczącej około 75 tys. wiernych. 
W sierpniu 2013 r., podczas 25 Zgromadzenia Generalnego Ewangelicko-Luterańskiego Kościoła w Ameryce, jako pierwsza kobieta w historii amerykańskiego luteranizmu, biskup Elizabeth A. Eaton, została wybrana na zwierzchnika Kościoła. Wygrała ona w piątej turze wyborów, pokonując dotychczasowego zwierzchnika, Marka S. Hansona. 
Jej mąż, Conrad Selnick, jest prezbiterem Kościoła Episkopalnego, mają dwie dorosłe córki.